# Handgjort
Handgjort var en svensk musikgrupp inom proggrörelsen.
År 1969 lämnade Greg FitzPatrick Atlantic Ocean och reste till Asien. Efter återkomsten till Sverige bildade han en kvartett tillsammans med Guy Öhrström, Theo Greyerz och Stig-Arne Karlsson. Detta band framträdde under namnet Handgjort på de båda gärdesfesterna i Stockholm 1970 och medverkar även på samlingsalbumet Festen på Gärdet. Snart tillkom Jan Bandel, Kenneth Arnström och Björn J:son Lindh från Jason's Fleece. 
Handgjorts självbetitlade album Handgjort (Silence SRS 4602) gavs ut 1970, och musiken var i hög grad inspirerad av traditionell indisk musik med tabla- och sitarragor kombinerat med västerländska instrument. Albumet är också känt för sina handmålade konvolut med olika motiv, där inga av dessa var identiska och gavs ut i 901 exemplar. När bandet på gärdesfesten 1971 gjorde sin sista spelning bestod det av omkring 20 medlemmar, bland andra Mikael Ramel, Sam Ellison, halva Arbete & fritid, Einar Heckscher, Johnny Mowinckel och Don Cherry.
Efter att Handgjort lagts ned startade FitzPatrick sitt nästa projekt, Tillsammans.
År 2010 gjorde skivbolaget Psykofon en replika av albumet från 1970 i 600 vinylexemplar. Silence Records och Psykofon gjorde även samma år en återutgåva som CD-skiva i 1000 exemplar där alla omslag är handgjorda, unika och numrerade. Både LP- och CD-skivan från 2010 innehåller bonusmaterial, bland annat liveinspelningar från gärdesfesten 1971, samt ett  häfte med text och foton.

## Medlemmar
- Greg FitzPatrick (ezra, sång)
- Stig-Arne Karlsson (sitar)
- Guy Öhrström (gitarr)
- Theo Greyerz (tabla)
- Björn J:son Lindh (flöjt)
- Kenneth Arnström (saxofon)
- Dallas Smith (klarinett)
- Bruce Green (oboe)
- Jan Bandel (percussion)